# Earl Manigault

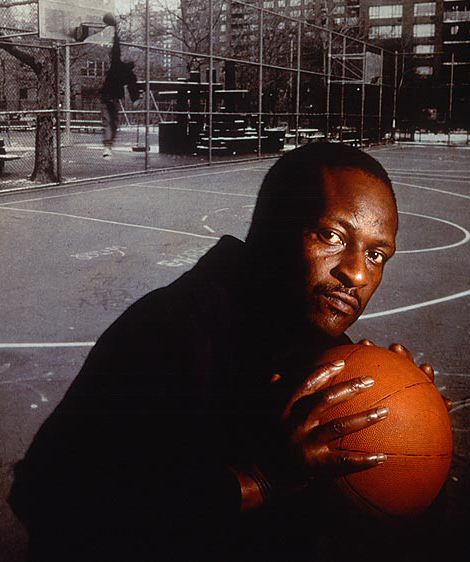
Earl Manigault, 1989

Earl „The Goat“ Manigault (* 7. September 1944 in Charleston, South Carolina; † 15. Mai 1998 in New York City, New York) war ein US-amerikanischer Basketballspieler.
Earl Manigault wurde in Charleston, South Carolina als jüngstes von neun Kindern geboren. Er wuchs bei seiner Pflegemutter Mary Manigault auf, die mit ihm nach New York zog. Im rauen Umfeld von Harlem lebte er mit ihr in einer kleinen Sozialwohnung. Er fing früh mit dem Basketball an und schloss sich der Benjamin Franklin High School in Harlem an. Ende der 1950er Jahre erzielte er 57 Punkte in einem Spiel, was einen neuen Rekord für die Junior High bedeutete.
Manigault war der Star seiner High-School-Mannschaft und sein Weg in die NBA war vorgezeichnet und wurde mehr oder weniger erwartet.
Während der High School kam er mit Drogen in Kontakt, die er von da an regelmäßig und teilweise exzessiv konsumierte. Außerdem trank er Alkohol in einem großen Ausmaß. Eine Folge war unter anderem, dass er oft in der Schule fehlte und schließlich der Schule verwiesen wurde. Er schloss die High School dann in South Carolina ab und besuchte dort ein Jahr die historisch afroamerikanische Johnson C. Smith University in Charlotte (North Carolina). Nach Konflikten mit dem Trainer verließ er sie nach nur einem Jahr und kehrte nach New York zurück.
Um seinen Beinamen „The Goat“ gibt es viele Legenden. Eine lautet, dass er während der High School „Die Ziege“ (Goat im Englischen) genannt wurde, eine andere, dass ein Lehrer seinen Nachnamen immer falsch aussprach und ihn „Mani-Goat“ nannte. Des Weiteren wird oft davon gesprochen, dass „Goat“ einfach die Abkürzung für „Greatest of all time“ sei.
Manigault war dem Streetball zugetan. Um Geld zu verdienen, wettete er gerne, er würde einen mit einer Nadel befestigten Geldschein vom oberen Rand des Brettes eines Basketballkorbes erspringen und ihn mit der Hand von der Nadel nehmen. Er gewann seine Wetten fast ohne Ausnahme.
Manigault verfügte im Basketballsport über viele Stärken. Er war trickreich, fintenreich, konnte dunken wie kein Zweiter und hatte eine enorme Sprungkraft, die er durch das Anbringen von Fußgewichten trainierte. Er spielte Streetball mit und gegen Größen wie Earl Monroe, Connie Hawkins, Kareem Abdul-Jabbar und Wilt Chamberlain.
Auf die Frage nach dem besten Basketballspieler, gegen den er je spielte, antwortete Kareem Abdul-Jabbar bei seinem Abschiedsspiel in Los Angeles: „Ich muss sagen, es war „The Goat“.“ Damit meinte er Manigault, was umso erstaunlicher ist, wenn man den Fakt bedenkt, dass dieser nie in der NBA aktiv war.
Ihm wurde von anderen Experten ein ähnliches Talent wie Michael Jordan bescheinigt, wohl aufgrund der Drogen schaffte er es nie in die NBA.
In einer Artikelreihe über Earl Manigault in der New York Times sagte er: „Für jeden Michael Jordan gibt es einen Earl Manigault. Wir alle können es nicht schaffen. Ich war es, der fallen musste.“
Vor seinem Tod arbeitete Earl Manigault als Sozialarbeiter in Harlem. Er versuchte, durch seine Geschichte Jugendliche davon abzuhalten, die gleichen Fehler zu begehen wie er.
1998 starb er an einem Herzinfarkt in New York City, im Bellevue Hospital Center. Manigault war verheiratet und hatte zwei Söhne.
Posthum widmete ihm Schauspieler (unter anderem Emergency Room – Die Notaufnahme) und Produzent Eriq la Salle den Film Rebound: The Legend of Earl "The Goat" Manigault, der 1996 im nordamerikanischen Fernsehen gezeigt wurde. Der Film weist eine Starbesetzung vieler bekannter afro-amerikanischer Schauspieler auf (unter anderem Don Cheadle, James Earl Jones, Forest Whitaker).